# Matt Stone
Matthew Richard "Matt" Stone (* 26. května 1971, Houston, Texas, USA) je americký herec, animátor, scenárista, producent, hudebník, známý především jako spoluzakladatel seriálu South Park.
S Trey Parkerem začali svoji spolupráci projektem Jesus vs. Frosty, který fungoval jako prototyp South Parku, jelikož přinesl na svět postavy Kennyho, Cartmana, Kyle, Stana, Ježíše a Santa Klause.
V roce 1993 oba vystoupili v černohumorném snímku Alferd Packer: The Musical načež v podobném rázu produkovali a vystoupili v Orgazmo (1997) a BASEketballu (1998).
Za seriál South Park, Stone má na kontě 4 ocenění Emmy ('Outstanding Programming More Than One Hour' a 'Outstanding Programming Less Than One Hour').

## Filmografie
| Rok  | Název                                   | Role                                                           | Info             |
| ---- | --------------------------------------- | -------------------------------------------------------------- | ---------------- |
| 1992 | Jesus vs. Frosty                        | Režisér, dabér, producent, scenárista                          |                  |
| 1994 | Cannibal! The Musical                   | Herec, producent                                               |                  |
| 1995 | Jesus vs. Santa                         | Scenárista, producent, režisér, dabér                          |                  |
| 1995 | Your Studio and You                     | Herec, scenárista                                              | Cameo            |
| 1997 | South Park (TV seriál; 1997–současnost) | Spoluzakladatel, dabér, scenárista, výkonný producent, režisér |                  |
| 1997 | Orgazmo                                 | Herec, scenárista, producent                                   | Cameo            |
| 1998 | BASEketball                             | Herec                                                          |                  |
| 1999 | South Park: Bigger, Longer & Uncut      | Dabér, scenárista, producent                                   |                  |
| 1999 | Terror Firmer                           | Herec                                                          |                  |
| 2000 | Even If You Don't                       | Režisér                                                        | MV               |
| 2001 | Princess                                | Režisér, scenárista, dabér, producent                          | Krátké animované |
| 2001 | That's My Bush! (TV seriál; 2001)       | Spoluzakladatel, scenárista, výkonný producent                 | Cameo            |
| 2003 | Bowling for Columbine                   | Interview                                                      |                  |
| 2004 | Team America: World Police              | Scenárista, dabér, producent                                   |                  |
| 2006 | This Film Is Not Yet Rated              | Interview                                                      |                  |
| 2007 | Electric Apricot: Quest for Festeroo    | Herec                                                          |                  |
| 2007 | Kenny vs. Spenny                        | Výkonný producent                                              |                  |
| 2010 | Rush: Beyond the Lighted Stage          | Cameo                                                          |                  |

### Dabing vSouth Parku
| - Kyle Broflovski - Kenny McCormick - Gerald Broflovski - Stuart McCormick - Craig Tucker - Butters Stotch - Jimbo Kern - Pip Pirrup (1997–2010) | - Skeeter - Terrance - Saddam Hussein - Kevin Stoley - Father Maxi - Tweek Tweak - Mr. Adler - Ježíš |